# Estación Buenos Aires
Buenos Aires fue la estación terminal de la línea Belgrano Sur situada dentro de la Ciudad de Buenos Aires, en el barrio de Barracas.
Aunque se puede llegar a pensar que está implícito en su nombre, Buenos Aires no era la principal estación ferroviaria de la ciudad ya que la mayoría de ramales que integraban la red están ahora desactivados y/o desmantelados, por ende, no contaba con servicios de carga ni de larga distancia, Por eso, se ha propuesto cambiarle el nombre a Barracas, en referencia al barrio en donde queda la estación.

## Servicios
Buenos Aires era terminal de los servicios diésel con destino a González Catán, partido de La Matanza, y a Marinos del Crucero General Belgrano en el partido de Merlo.
Los servicios comunes, prestados por Trenes Argentinos Operaciones, eran aseguradas con formaciones compuestas por locomotoras General Electric y General Motors, y coches de pasajeros urbanos Materfer y Werkspoor.
Desde esta estación, inaugurada el 7 de diciembre de 1911 como terminal de la Compañía General de Ferrocarriles en la Provincia de Buenos Aires, partían ramales que transitaban la mayor parte de sus recorridos por esa provincia, y en un porcentaje mucho menor, el sur de la provincia de Santa Fe. Hasta su clausura definitiva, desde ella operaron servicios diésel metropolitanos con destino a las zonas oeste y sudoeste del conurbano bonaerense.

## Ubicación
Estaba ubicada adyacente a la calle Olavarría, entre Luna y la avenida Vélez Sarsfield, en el barrio porteño de Barracas. La playa de cargas llegaba hasta la calle Miravé, que es el límite con el barrio de Parque Patricios. Por la zona de la estación circulan varias líneas de colectivos urbanos, sin embargo, era la única terminal ferroviaria de Buenos Aires a la cual no se puede acceder mediante el subterráneo.
Se encontraba cercana a la terminal de ómnibus de la línea 59, frente al estadio del Club Atlético Huracán y también a unos pocos metros del de Club Atlético Barracas Central.

## Infraestructura
La estación fue un pintoresco edificio que contaba con cinco andenes, similar a la estación terminal de la línea San Martín. Poseía dos accesos, uno frontal desde la terminal de la línea 59 y uno lateral desde la calle Olavarría.
Dentro del hall se encontraban las boleterías, puestos comerciales, locutorios y bares.
La estación era pequeña en comparación a las demás terminales de la ciudad, ya que fue edificada en forma provisoria, debido a que la gran terminal sería en Constitución. Se llegó a construir una parte del edificio pero quedó incompleto.

## Historia
Abierta al público el 7 de diciembre de 1911, las vías llegaban hasta Rosario y hasta la Estación Patricios en el partido de Nueve de Julio. Luego llegó a la ciudad de General Villegas y a la estación Victorino de la Plaza en el partido de Guaminí, a la Estación Puerto La Plata y a Vedia. Estos ramales pertenecían a la Compañía General de Ferrocarriles en la Provincia de Buenos Aires. En 1961, se construyó un enlace con el Ferrocarril Midland de Buenos Aires que permitió agregar servicios entre esta estación con las ciudades de Henderson y Carhué.
En agosto de 1977, el decreto del Poder Ejecutivo 2294/77 determinó la clausura y desmantelamiento de la línea entre Patricios y Victorino de la Plaza, de 225,1 kilómetros. Desde ese entonces, el resto de la línea continuó funcionando con un lento y progresivo deterioro y parte de ella fue virtualmente abandonada, desde Villars hacia el oeste. Por su parte, el ramal a Carhué también fue clausurado y desmantelado a partir de ese mismo año, llegando únicamente los trenes de cargas hasta la estación Plomer, los trenes locales sólo llegaban hasta la estación Libertad. Debido al crecimiento demográfico en la zona, tiempo después se inaugura la estación Marinos del Crucero General Belgrano pasando Libertad.
En el año 2014, la playa de cargas de 28 hectáreas fue cedida al plan ProCreAr para la construcción de 2485 viviendas sociales distribuidas en varios edificios.
Con motivo de la construcción del viaducto entre las estaciones Saénz y Plaza Constitución, el 5 de mayo de 2018 este predio fue desafectado definitivamente para operaciones ferroviarias hasta la finalización de las obras del viaducto a Plaza Constitución. Las vías y los durmientes se reutilizaron en la obra de rehabilitación entre las estaciones González Catán y 20 de Junio.
En diciembre de 2019, la Agencia de Administración de Bienes del Estado le cedió gratuitamente al Club Atlético Huracán gran parte de los terrenos de la exestación para la construcción de un polideportivo.

### Toponimia
Le debe su nombre a ser la terminal de la antigua Compañía General de Ferrocarriles en la Provincia de Buenos Aires.

### Accidente en la estación de 2012
El 20 de agosto de 2012 a las 6:00 AM se produjo un grave accidente luego de que un tren de pasajeros no frenó su marcha e impactó contra los paragolpes causando destrozos en el bar de la estación, por suerte no hubo heridos ni muertos pero los maquinistas fueron procesados y llevados a juicio por negligencia.

### Nueva estación Buenos Aires (elevada)
Tras el anuncio de la construcción del viaducto entre Sáenz y la nueva cabecera en Constitución, la nueva estación Buenos Aires será elevada y corrida varios metros al sudoeste de su asentamiento original contigua a la avenida Vélez Sársfield. Esta será una estación intermedia más, ya que la terminal será en Plaza Constitución, tal como estaba previsto originalmente.